# Litopenaeus stylirostris
La gambeta blava del Pacífic (Penaeus stylirostris o Litopenaeus stylirostris) és una espècie decàpode de la família dels Penaeidae. El nom científic de l'espècie va ser publicat per primera vegada vàlidament l'any 1871 per Stimpson.
L'espècie es troba a la costa oest de Mèxic i països veïns. Viu a una profunditat de fins a 27 metres en fons fangosos i sorrencs. L'animal té una longitud total màxima de 230 mm.

## Pesca
L'espècie és d'importància comercial, especialment a Mèxic, Guatemala, El Salvador, Hondures, Panamà i Costa Rica. L'espècie es ven fresca, cuita, seca i congelada. Als Països Baixos i Bèlgica, l'espècie es comercialitza com a gambeta gegant juntament amb altres espècies de gambes gegants, com ara el tigre negre o la gambeta tigre gran (Penaeus monodon). Per causa de la morfologia del cap, aquests tipus de llagostins també s'anomenen gambes.